# Acraea bryki
Acraea bryki är en fjärilsart som beskrevs av Le Doux 1931. Acraea bryki ingår i släktet Acraea och familjen praktfjärilar. Inga underarter finns listade i Catalogue of Life.